# Фрай, Дэниел
Дэниел Фрай (англ. Daniel William Fry; 1908—1992) — изобретатель из США, предположительно неоднократно контактировавший с НЛО, в котором он, по его собственному заявлению, летал за 2 или 3 года до первого контакта Дж. Адамски. Об этом он писал в своих книгах.

## Первый контакт
В ночь на 4 июля 1949-го или 1950-го г. в Уайт-Сэндз (Нью-Мексико) Дэниел Фрай опоздал на автобус, в котором он хотел ехать в город. Оставшись один в пустыне, он заметил, что нечто, заслоняя звёзды, опускается на землю на расстоянии 70 футов от него. Фрай пошёл в сторону, куда двигался объект.
По форме объект, находившийся уже на земле, напоминал регбийный мяч, с поверхностью, напоминавшей металл. Ширина объекта составляла 30 футов, а высота — приблизительно 16 футов. Когда Фрай подошёл поближе, он услышал голос, предупредивший на английском языке держаться подальше от раскалённого объекта. Голос, назвавшийся Айланом (англ. Aylan), поговорил с Фраем и предложил ему совершить в объекте полёт.
Находясь в объекте, Фрай увидел при помощи предмета, похожего на кинопроектор, удаляющуюся землю, далее смог распознать некоторые очертания Северной Америки. Объект якобы доставил Фрая в Нью-Йорк, а затем обратно в пустыню Нью-Мексико, на то же место, где он нашёл НЛО. По словам Фрая, всё «путешествие» длилось около получаса. Во время «путешествия» он однажды почувствовал невесомость, хотя оставшееся время не ощущал на себе действие каких-либо сил инерции, неизбежных при ускорениях, необходимых для подобных «полётов». Фрай пообещал поддерживать контакты в дальнейшем, и ему было поручено оповестить людей об этом случае.

## Сообщения Айлана
По словам Айлана, НЛО, будучи управляемым дистанционно с околоземной орбиты другим объектом («главным кораблём»), прибыл за «пробами воздуха» (Фрай утверждал, что ему был дан труд с описанием процесса межпланетных перелётов). Айлан утверждал, что объекты, которые наблюдал Фрай, запускаются потомками древнего народа, жившего на Земле. Во время войн, происходивших 30 000 лет назад, представители его якобы собрались в Тибете и решили, что часть его людей должны лететь в космос, чтобы избежать полное вымирание этого народа. Они якобы переселились на Марс, а ко времени контакта с Фраем стали обитать исключительно в «космических кораблях». Фрай сообщал, что теперь они с трудом привыкают к земному притяжению, из-за чего не планируют долгое пребывание на Земле; их целью является предотвращение войны на Земле, подобной той, что уничтожила их цивилизацию.

## Деятельность Фрая

### «Понимание»
Фрай утверждал, что ему было задание распространять среди людей философию народа, от лица которого говорил Айлан. Фрай создал религиозное общество «Понимание».

### Отношения соСМИ
Фрай написал несколько книг (первая из которых вышла после книг Дж. Адамски) и распродал фото, изображающие НЛО при дневном свете.
Позже Фрай согласился пройти тест на детекторе лжи в прямом эфире и не выдержал его. Дженни Ренделс (Randles) и Питер Хоу (Hough) отмечают, что Дэниел Фрай не мог рисковать высокооплачиваемой работой учёного ради эффектной мистификации.